# Kökars kyrka
Sankta Anna kyrka på Hamnö i Kökar på Åland är en stenkyrka från 1784 som är vigd åt Sankta Anna, Jungfru Marias mor.
Kökar nämndes 1544 som kapell under Föglö och blev egen församling 1908. År 2006 gick ön samman med Föglö och Sottunga i Ålands södra skärgårdsförsamling.

## Historia

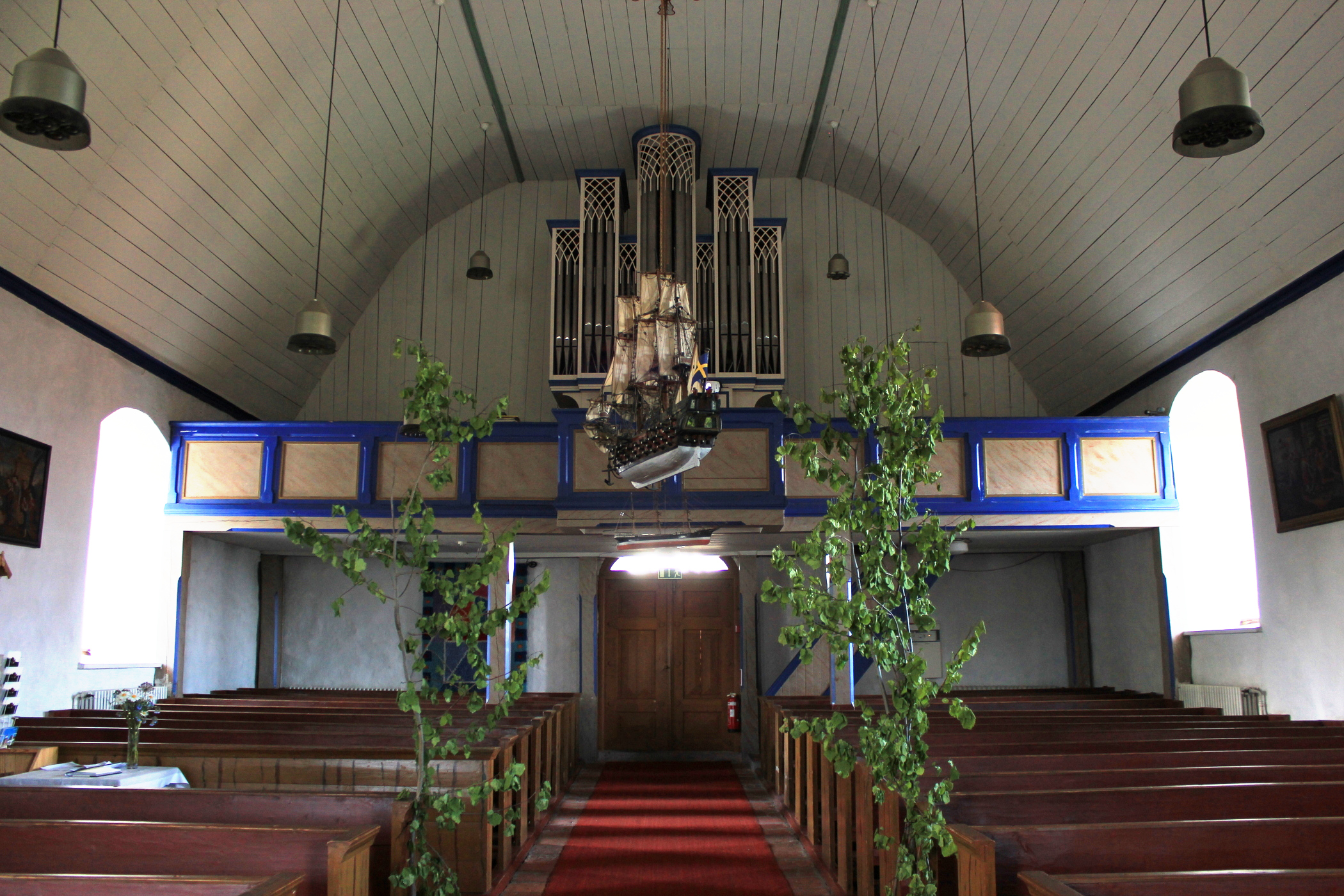
Interiör

På Hamnö grundades under 1200-talet ett av Finlands tre medeltida franciskanerkloster – Kökars konvent. Den första stenkyrkan byggdes troligen i slutet av 1300-talet och togs över av klostret omkring 1450. I reformationens spår stängdes klostret på 1530-talet, byggnaderna förföll och kyrkan övergavs. En träkyrka restes 1645 men ersattes 1784 av den nuvarande stenkyrkan, finansierad med två rikskollekter och privata donationer.

## Kyrkobyggnaden
Ursprungsplanen var rektangulär, men ändrades och kyrkan fick ett tresidigt kor. Fasaden i gråsten förblev i stort sett oförändrad efter 1700-talet.

## Inventarier
- dopfunt av gotländsk kalksten från 1200-talet[1]

### Orgel
- 1911 byggde Zachariassen en orgel. Den ersattes 1991 av en ny orgel, varvid den gamla flyttades till Kökars museum [4]
- 1991 installerades en ny orgel av Veikko Virtanen[4]

| Manual I         | Manual II         | Pedal      | Koppel |
| ---------------- | ----------------- | ---------- | ------ |
| Principal 8′     | Gedackt 8′        | Subbas 16′ | I/P    |
| Rohrflöjt 8′     | Flöjt 4′          |            | II/P   |
| Oktava 4′        | Oktava 2′         |            | II/I   |
| Flöjt 4′         | Cornett (2 körer) |            |        |
| Oktava 2′        |                   |            |        |
| Mixtur (3 körer) |                   |            |        |

## Kapell och omgivning
Intill kyrkan uppfördes på 1970-talet ett Franciskuskapell ovanpå resterna av klosterkällaren. Där visas kopior av arkeologiska fynd.  
På Kappalskatan i södra Hamnö finns lämningar av ett träkapell från cirka år 1500.

## Galleri

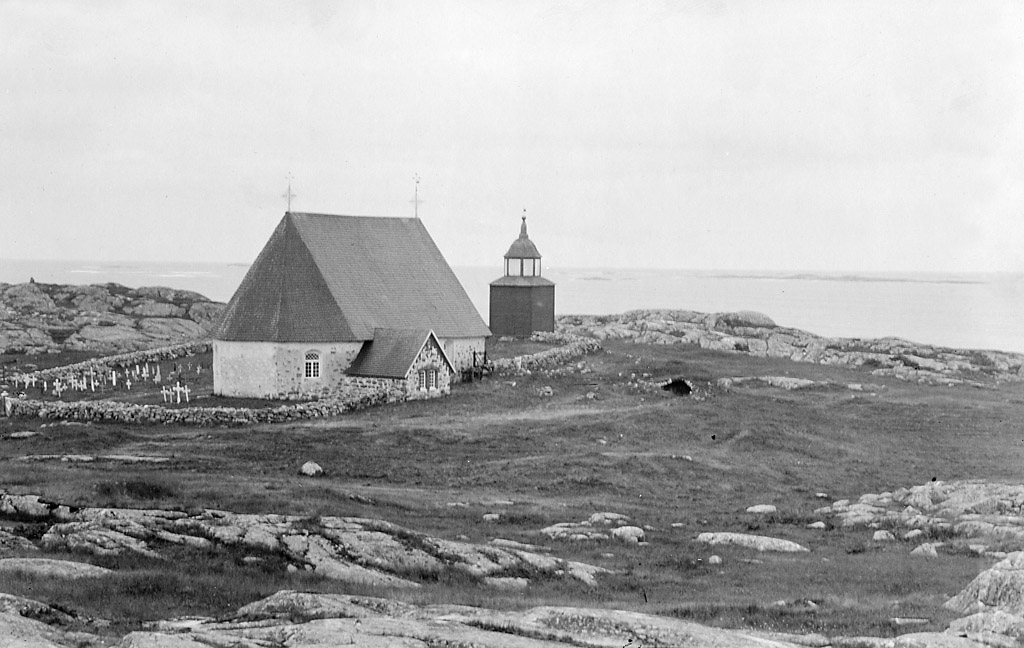
Kyrkan omkring 1890
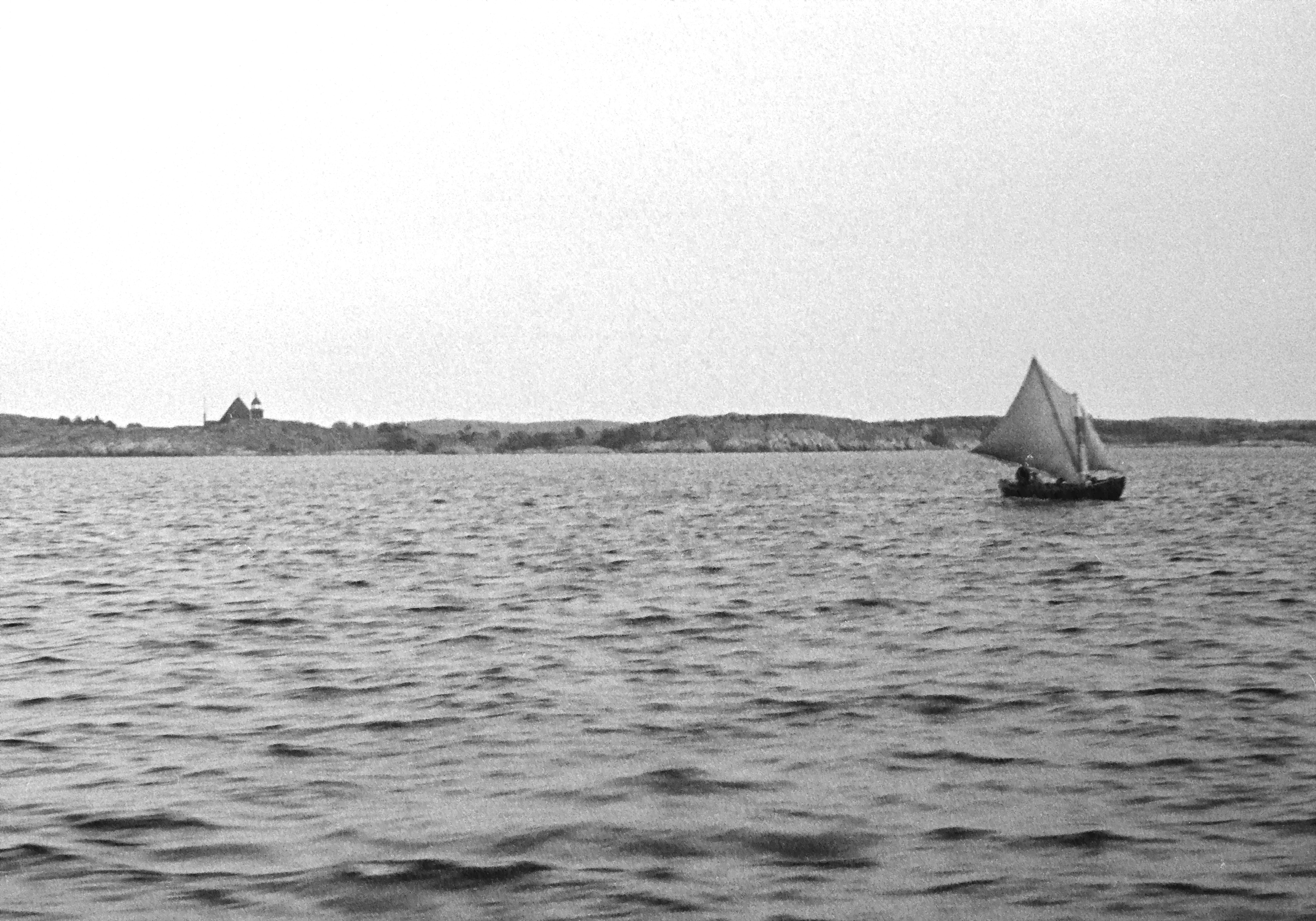
Kyrkan sedd från vattnet med en skötbåt i förgrunden, 1942